# Симич, Никола (футболист, 2007)
Никола Симич (серб. Никола Симић; родился 30 марта 2007, Уб, Сербия) — сербский футболист, защитник клуба «Партизан».

## Клубная карьера
Воспитанник «Партизана», 22 августа 2024 года Симич впервые попал в заявку клуба на матч квалификации Лиги конференций против «Гента», однако на поле не появился. 1 февраля 2025 года дебютировал за основную команду «Партизана», выйдя в стартовом составе на матч чемпионата Сербии против «Спартака» из Суботицы.

## Карьера в сборной
Выступал за сборные Сербии, до 16, до 17 и до 19 лет.